# Кандитово
Кандитово — деревня Ростовского района Ярославской области, входит в состав сельского поселения Семибратово.

## География
Расположена в 6 км на северо-восток от центра поселения посёлка Семибратово и в 18 км на северо-восток от Ростова.

## История
В 2 км от деревни в селе Усово в 1803 году на средства прихожан была построена одноэтажная каменная Ильинская церковь с колокольней и оградой. Престолов было два: в настоящей — во имя Св. Пророка Ильи, а в теплом храме — во имя Св. Великого Димитрия Мироточна.
В конце XIX — начале XX века деревня Кандитово и село Усово входили в состав Великосельской волости Ярославского уезда Ярославской губернии.
С 1929 года деревня входила в состав Мирославского сельсовета Гаврилов-Ямского района, с 1954 года — в составе Ушаковского сельсовета, в 1980-х годах в составе Ново-Никольского сельсовета Ростовского района, с 2005 года — в составе сельского поселения Семибратово.

## Население
| 1859 | 1914 | 2007 | 2010 |
| ---- | ---- | ---- | ---- |
| 78   | ↗153 | ↘23  | ↘9   |

## Достопримечательности
В урочище Усово близ деревни расположена недействующая церковь Илии Пророка (1803).